# Fredson Câmara Pereira
Fredson Câmara Pereira, mais conhecido como Fredson (Monção, 22 de fevereiro de 1981), é um ex-futebolista brasileiro que atuava como volante.

## Carreira
Volante revelado pelo Paraná Clube, atuou por empréstimo no Esporte Clube Pelotas em 2002 e no São Paulo Futebol Clube em 2007, após inúmeras temporadas pelo RCD Espanyol, de Barcelona. Ficou fora por vários meses devido a uma lesão no joelho. Em janeiro de 2008 acabou seu contrato de empréstimo e o jogador se transferiu para o Goiás aonde disputou a temporada de 2008. No ano de 2009, retornou ao Espanyol até o final do ano, quando foi anunciado como reforço do Avaí para a temporada de 2010. No clube catarinense, teve problemas físicos e acabou nem atuando pelo time principal, jogou apenas no time B pela Copa Santa Catarina e rescindiu o seu contrato com o clube.
Para a temporada de 2011, foi anunciado como reforço do Ceilândia. Não teve grande destaque e logo foi dispensado. Para 2012, assinou com o Cuiabá. Sua estreia pelo time de Mato Grosso, foi no dia 8 de fevereiro no jogo contra o Palmeiras-MT válido pela sexta rodada do Campeonato Mato-Grossense em que o Cuiabá venceu por 2 a 0.
Na temporada de 2013, Fredson ficou durante um mês treinando e sendo observado no Vila Nova até que foi contratado pelo clube. Logo em sua estreia, um clássico pela frente e o resultado não foi bom. O Vila saiu derrotado por 2 a 0 para o Goiás. A poucos dias de sua contratação e com dois jogos disputados e nenhum gol marcado, Fredson pediu  dispensa do Vila no dia 25 de março.

## Títulos
Avaí
- Campeonato Catarinense: 2010

Paraná Clube
- Copa João Havelange (Módulo Amarelo): 2000

Espanyol
- Copa del Rey: 2005/06

São Paulo
- Campeonato Brasileiro: 2007